# M-DISC

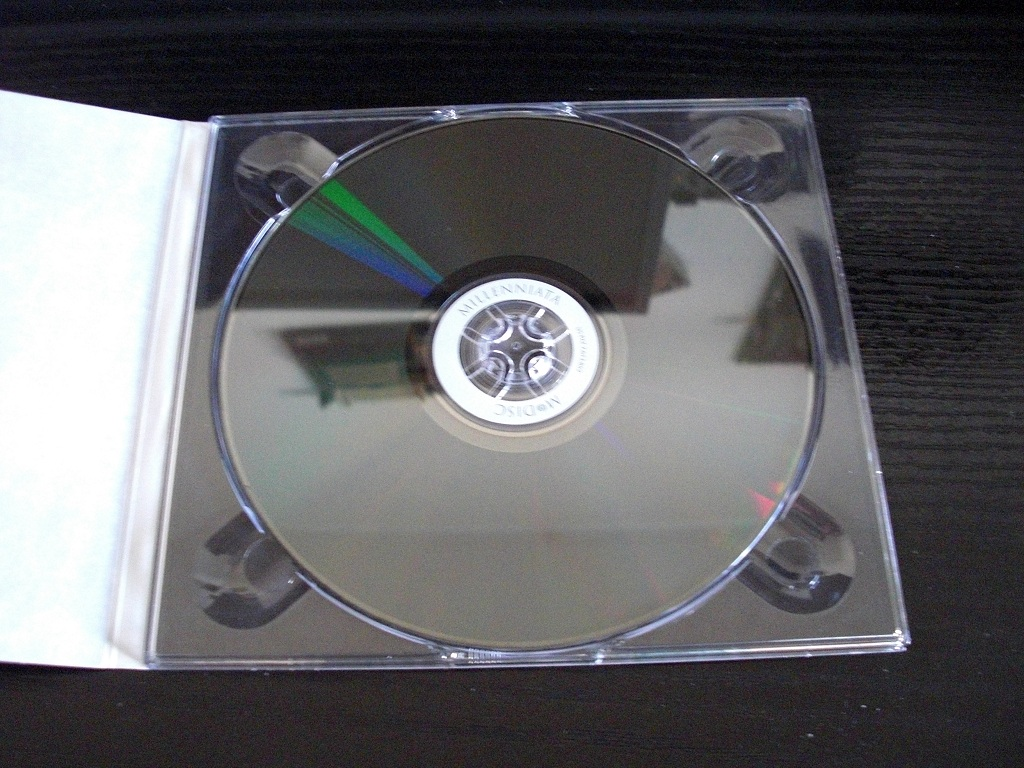
M-DISC in geöffneter Verpackung

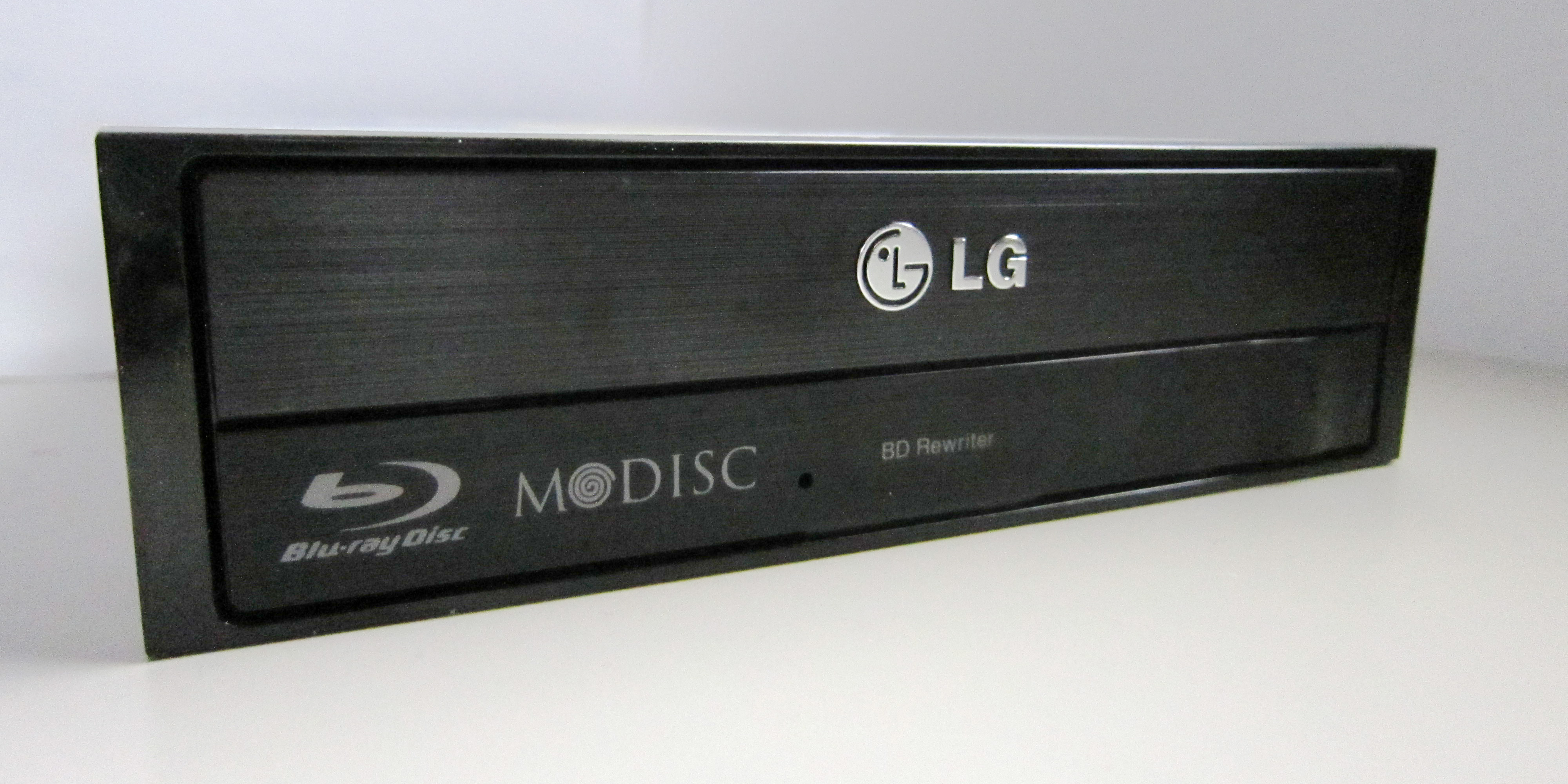
Laufwerk von LG mit M-DISC-Spiral-Logo

M-Disc (in Eigenschreibweise M-DISC, kurz für Millennial Disc) bezeichnet einen beschreibbaren digitalen optischen Datenspeicher, dessen Haltbarkeit ausreichend ist für eine langfristige Datenspeicherung. Als einmal beschreibbarer Datenträger wird er im DVD- und im Blu-ray-Format produziert.

## Überblick
Die beworbene Speicherdauer einer M-Disc von 1000 Jahren (ein Millennium; daher der Marken- und Herstellername) stellt eine erheblich längere Zeitspanne dar als die Haltbarkeit herkömmlicher DVD±R- und BD-R-Medien. Letztere verwenden eine organische Schreib- und eine Reflexionsschicht, was die Haltbarkeit auf fünf bis zehn Jahre (bei sachgerechter Lagerung) begrenzt. Statt einer organischen Schicht verwendet die M-Disc eine anorganische Schicht, die der Hersteller als „rock-like“ (fels- oder steinähnlich) bezeichnet. Die M-Disc-DVD wird mit einem stärkeren Laser beschrieben, weshalb zum Schreiben ein spezielles Laufwerk benötigt wird. Die M-Disc-Blu-ray soll die Schreib-Standards der Blu-ray Disc Association erfüllen, wodurch sie in aktuellen Standard-Blu-ray-Brennern beschrieben und in allen gelesen werden kann. Eine beschriebene M-Disc ist kompatibel zu den DVD- bzw. Blu-ray-Standards und daher in herkömmlichen DVD- bzw. Blu-ray-Laufwerken auslesbar bzw. abspielbar. M-Disc-Medien sind in den Kapazitäten 4,7 GB (DVD), 25 GB (Blu-ray), 50 GB und 100 GB (BDXL) erhältlich. 100-GB-Medien-erfordern – wie üblich – BDXL-fähige Blu-ray-Laufwerke.

## Haltbarkeitstests
Im Auftrag des Herstellers und mit dessen Vorgaben der Testbedingungen wurden Millenniata-Medien vom Typ M-Disc-DVD von der Naval Air Warfare Center Weapons Division, einer Abteilung der United States Navy, in einer Wetterkammer zusammen mit normalen, einmal beschreibbaren DVD-Speichermedien getestet. Die Testbedingungen bestanden unter anderem aus Umgebungstemperaturen bis über 75 °C, starker UV-Strahlung, wodurch die Oberflächentemperatur der DVDs und M-Discs auf rund 85 °C stieg, und hoher Luftfeuchtigkeit von bis zu 85 %. Die M-Disc-DVD war das einzige Medium, bei dem anschließend die Daten mit einer geringen Fehlerquote noch ausgelesen werden konnten.
Bei schlechter Lagerung wird die versprochene Haltbarkeit allerdings nicht erreicht: Wie das Laboratoire national de métrologie et d’essais (Nationales Labor für Metrologie und Versuche) herausfand, ist bei 90 °C und einer Luftfeuchtigkeit von 85 % eine DVD+R mit anorganischer Aufzeichnungsschicht (wie die M-Disc) nicht länger haltbar als eine konventionelle DVD±R.

## Geschichte
Der M-Disc-Entwickler ist Millenniata, Inc. Das Unternehmen wurde 2010 in Utah gegründet von Barry Lunt und Matthew Linford, zwei Professoren der Brigham Young University, sowie Henry O’Connell (CEO) und Doug Hansen (CTO).
Im Jahr 2016 wurde Millenniata, Inc. in Konkurs geschickt, um die Firma als Yours.co neu aufzubauen. Gleichzeitig wurde ein Backup-Service als Dienstleistung eingerichtet.